# Pachyostose

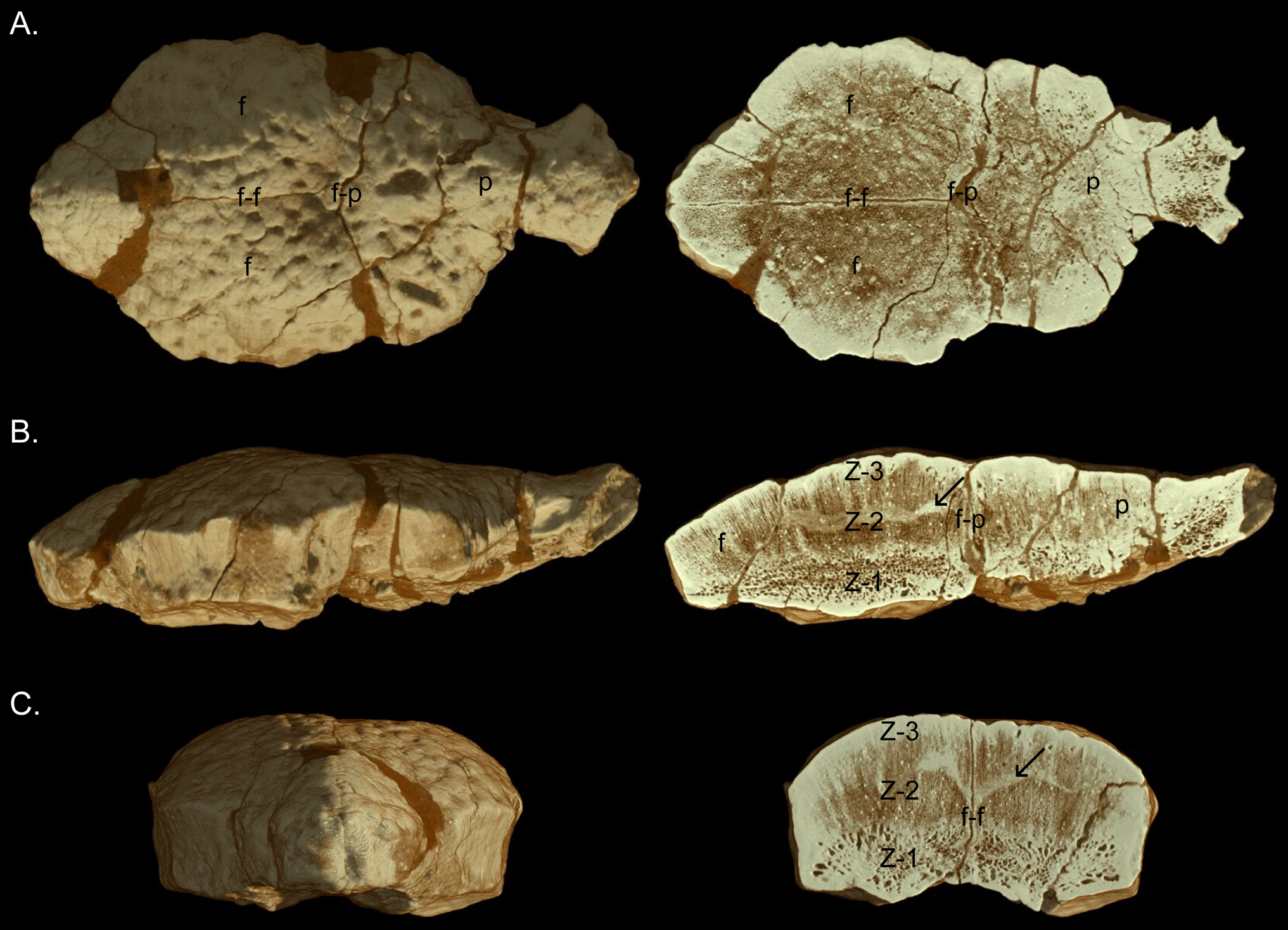
Dôme crânien de Stegoceras (AMNH 5450) montrant l'épaisseur de la coupe transversale

La pachyostose correspond à une augmentation de la densité osseuse. Elle peut être générale ou répartie en certains endroits du squelette. Ce phénomène n'est pas pathologique chez les animaux pour lesquels il est décrit. Les os présentent un épaississement (hyperostose), généralement causé par des couches supplémentaires d'os lamellaire. Elle se produit souvent de façon concomitante à une densification de l'os (ostéosclérose), ce qui en réduit les cavités internes. Cet événement conjoint est appelé pachyosteosclérose . Toutefois, en particulier dans la littérature ancienne, le terme de pachyostose est souvent utilisé de façon imprécise, se référant à toutes les augmentations de la compacité osseuse associée ou non à celle du volume de l'os. Elle s'observe à la fois chez les vertébrés terrestres, aquatiques et semi-aquatiques (plus fréquemment chez ces deux derniers groupes).
Chez les animaux aquatiques, tels que les vaches de mer, lamantins et dugongs, ou plus anciennement les thalassocnus et plésiosaures, elle constitue un ballast adaptatif à la vie aquatique .
Chez les vertébrés terrestres la plupart des anciens cerfs géants présentaient une pachyostose prononcée de la mandibule et du crâne,. Il est envisagé que cela servait à stocker des minéraux pour la croissance des bois. Par ailleurs, beaucoup de pachycephalosaures et la plupart des membres des thérapsides dinocéphales avaient un épaissement des os du crâne, probablement utilisé pour le combat de tête.
Le terme de pachyostose est aussi employé pour caractériser les coquilles épaisses de mollusques bivalves.
Ce terme n'est pas utilisé en médecine humaine et ne doit pas être confondu avec l'hyperostose.